# Centro Chich
Centro Chich är en ort i Mexiko.   Den ligger i kommunen Chilón och delstaten Chiapas, i den sydöstra delen av landet, 800 km öster om huvudstaden Mexico City. Centro Chich ligger 688 meter över havet och antalet invånare är 750.
Terrängen runt Centro Chich är huvudsakligen kuperad, men västerut är den bergig. Runt Centro Chich är det ganska tätbefolkat, med 54 invånare per kvadratkilometer. Närmaste större samhälle är Yajalón, 19,1 km väster om Centro Chich. I omgivningarna runt Centro Chich växer i huvudsak städsegrön lövskog.